# اپریسون
اپریسون (انگلیسی: Eperisone) (فرموله شده به عنوان نمک هیدروکلراید اپریسون) یک داروی ضد اسپاسم است.
این دارو با شل کردن عضلات اسکلتی و عضلات صاف عروقی عمل می کند و اثرات مختلفی مانند کاهش میتونی، بهبود گردش خون و سرکوب رفلکس درد را نشان می دهد. این دارو با کاهش درد، ایسکمی و هیپرتونی در عضلات اسکلتی، دایره باطل میتونی را مهار می‌کند، بنابراین سفتی و اسپاستیسیته را کاهش می‌دهد و حرکت عضلات را تسهیل می‌کند.
اپریسون همچنین سرگیجه و وزوز گوش مرتبط با اختلالات عروق مغزی یا اسپوندیلوز گردن را بهبود می بخشد.
اپریسون در مقایسه با سایر داروهای ضد اسپاسم، میزان آرامبخشی نسبتاً کمی دارد. این امر کاربرد بالینی دارو را ساده می کند و آن را به انتخابی جذاب برای بیمارانی تبدیل می کند که بدون کاهش هوشیاری نیاز به درمان ضد اسپاسم دارند.
این دارو همچنین حرکت ارادی اندام فوقانی و تحتانی را بدون کاهش قدرت عضلانی تسهیل می کند. بنابراین در مرحله اولیه توانبخشی و به عنوان یک داروی حمایتی در طول درمان توانبخشی بعدی مفید است.

## کاربرد پزشکی
- فلج اسپاستیک در شرایطی مانند بیماری عروق مغزی[۲]
- فلج اسپاستیک نخاعی
- اسپوندیلوز گردنی[۳]
- عوارض بعد از عمل (از جمله تومور مغزی نخاعی)[۴]
- عوارض تروما (به عنوان مثال ضربه به ستون مهره یا آسیب سر)
- اسکلروز جانبی آمیوتروفیک
- فلج مغزی
- دژنراسیون مخچه نخاعی
- بیماری های عروقی ستون فقرات و سایر انسفالومیلوپاتی ها
- سندرم سرویکال، پری آرتریت شانه و کمر[۵]

## فارماکولوژی
- شل شدن عضلات اسکلتی
- شل شدن عضلات اسکلتی هیپرتونیک
- جریان خون داخل عضلانی را بهبود می بخشد
- سرکوب پتانسیل های رفلکس نخاعی
- کاهش حساسیت دوک عضلانی از طریق نورون های حرکتی
- اتساع عروق و افزایش جریان خون
- اثر ضد درد و مهار رفلکس درد در نخاع

## موارد منع مصرف
اپریزون در بیماران مبتلا به حساسیت مفرط شناخته شده به دارو منع مصرف دارد. عوارض جانبی: آرامش بیش از حد "بسیار نادر"، معده درد، حالت تهوع، سرگیجه، بی اشتهایی، خواب آلودگی، بثورات پوستی، اسهال، استفراغ، سوء هاضمه، اختلالات گوارشی، بی خوابی، سردرد، یبوست و غیره.

## عوارض جانبی
شوک و واکنش های آنافیلاکتوئیدی: در صورت بروز علائمی مانند قرمزی، خارش، کهیر، ادم صورت و سایر نقاط بدن، تنگی نفس و غیره، درمان باید قطع شود و اقدامات مناسب انجام شود.
سایر عوارض جانبی: کم خونی، بثورات پوستی، خارش، خواب آلودگی، بی خوابی، سردرد، تهوع و استفراغ، بی اشتهایی، درد شکم، اسهال، یبوست، احتباس ادرار یا بی اختیاری.

## تداخلات دارویی
گزارش‌هایی مبنی بر ایجاد اختلال در سکونت چشمی پس از مصرف همزمان داروی مرتبط تولپریسون هیدروکلراید و متوکاربامول وجود دارد.